# Parc d'État du désert d'Anza-Borrego
Le parc d'État du désert d'Anza-Borrego (en anglais, Anza-Borrego Desert State Park) est une réserve naturelle située à l’ouest des États-Unis, dans l'État de Californie. Il s'agit du plus grand parc d'État de Californie, et du second parc d'Etat américain en dehors de l’Alaska, couvrant 240 000 ha.

## Description
Le parc tire son nom de l'explorateur espagnol du XVIIIe siècle Juan Bautista de Anza et de borrego, mot espagnol désignant le mouflon bighorn. Il se trouve au sud de la Californie, à deux heures de voiture au nord-est de San Diego. Il est adjacent au Santa Rosa and San Jacinto Mountains National Monument. Le parc contient des zones désertiques, mais aussi des formations rocheuses, des badlands et des montagnes. On trouve aussi quelques sources naturelles et des oasis, ainsi que le seul palmier originaire de l'État, le palmier de Californie. Le parc compte environ 600 espèces de plantes indigènes.

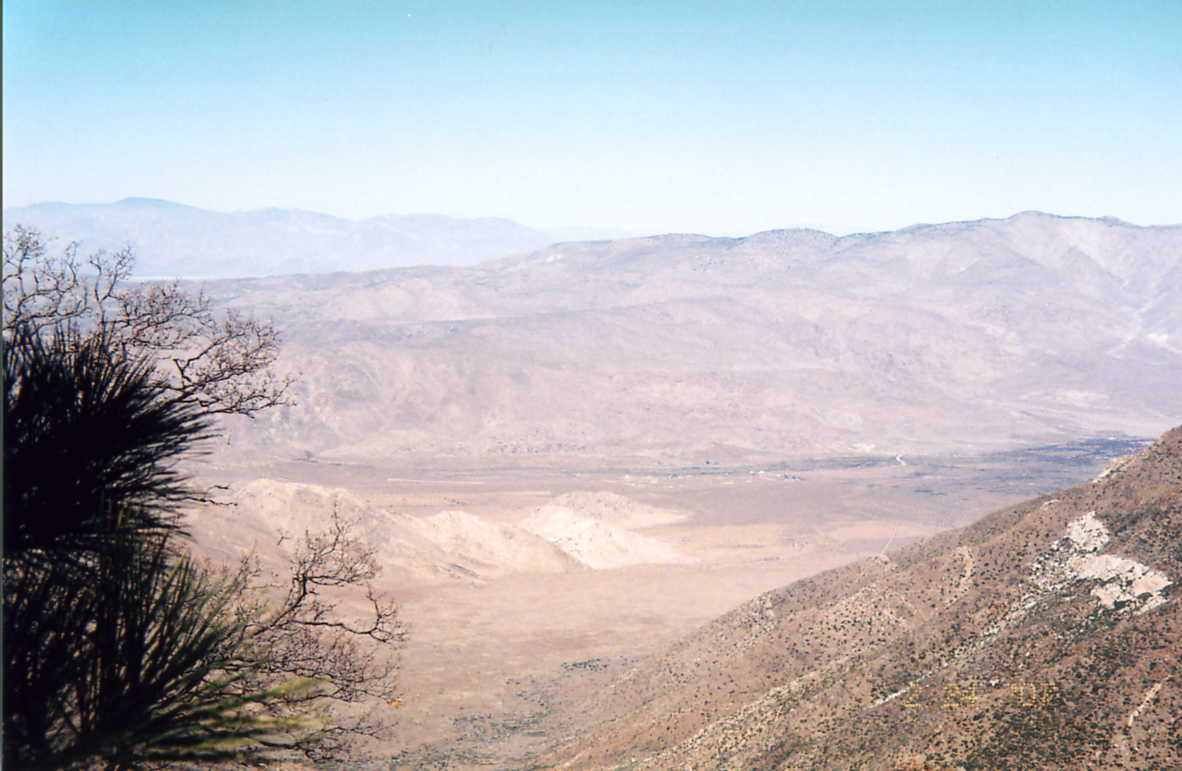
Vue de Mount Laguna
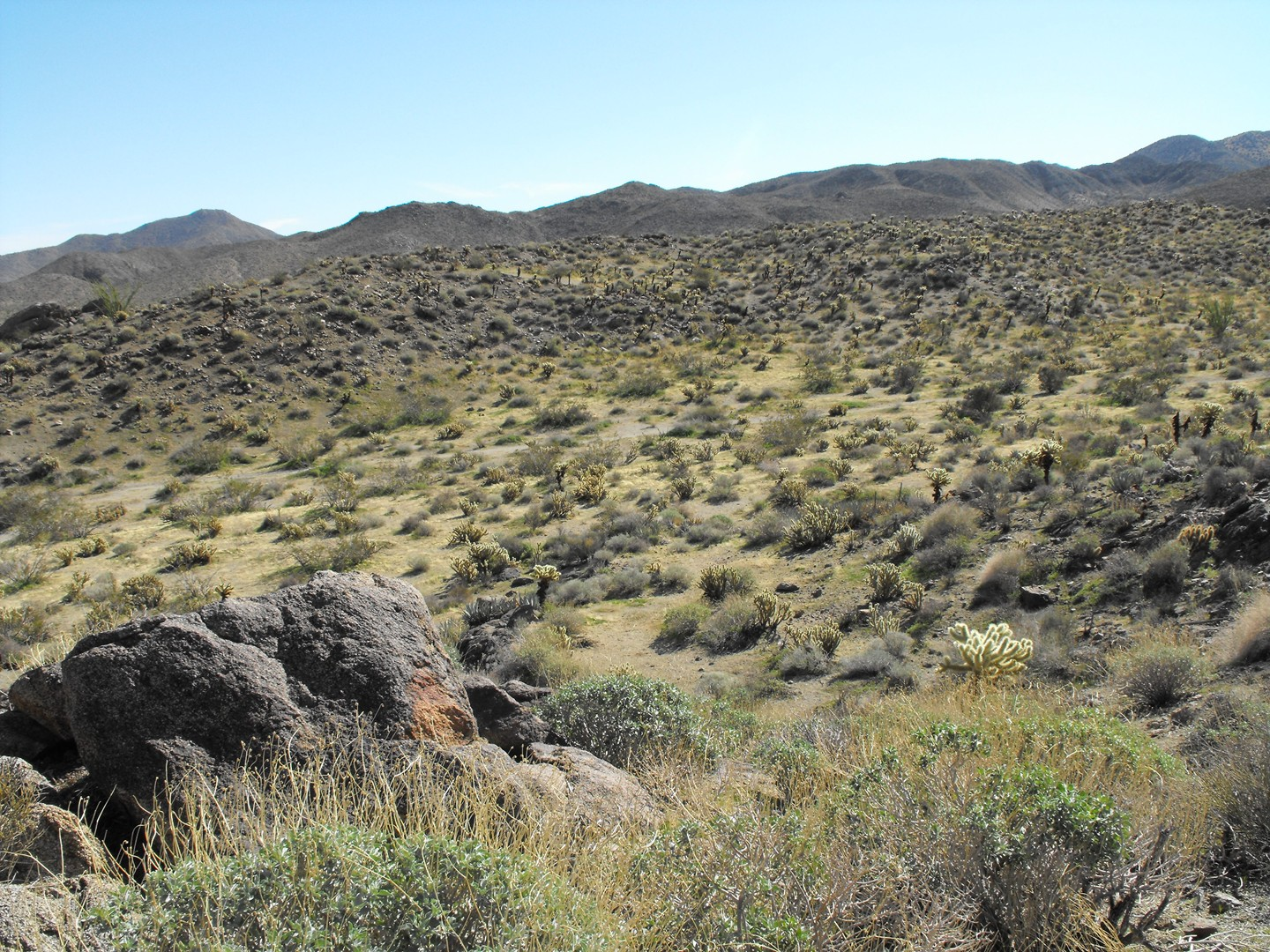
Zone désertique à l'ouest du parc
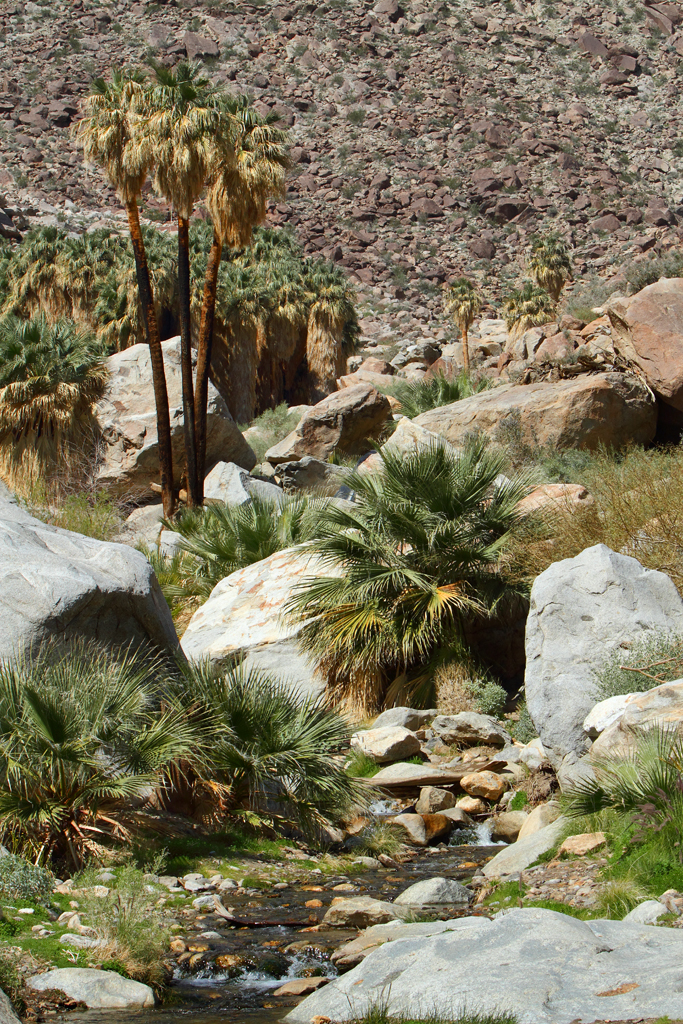
Oasis, avec palmiers de Californie
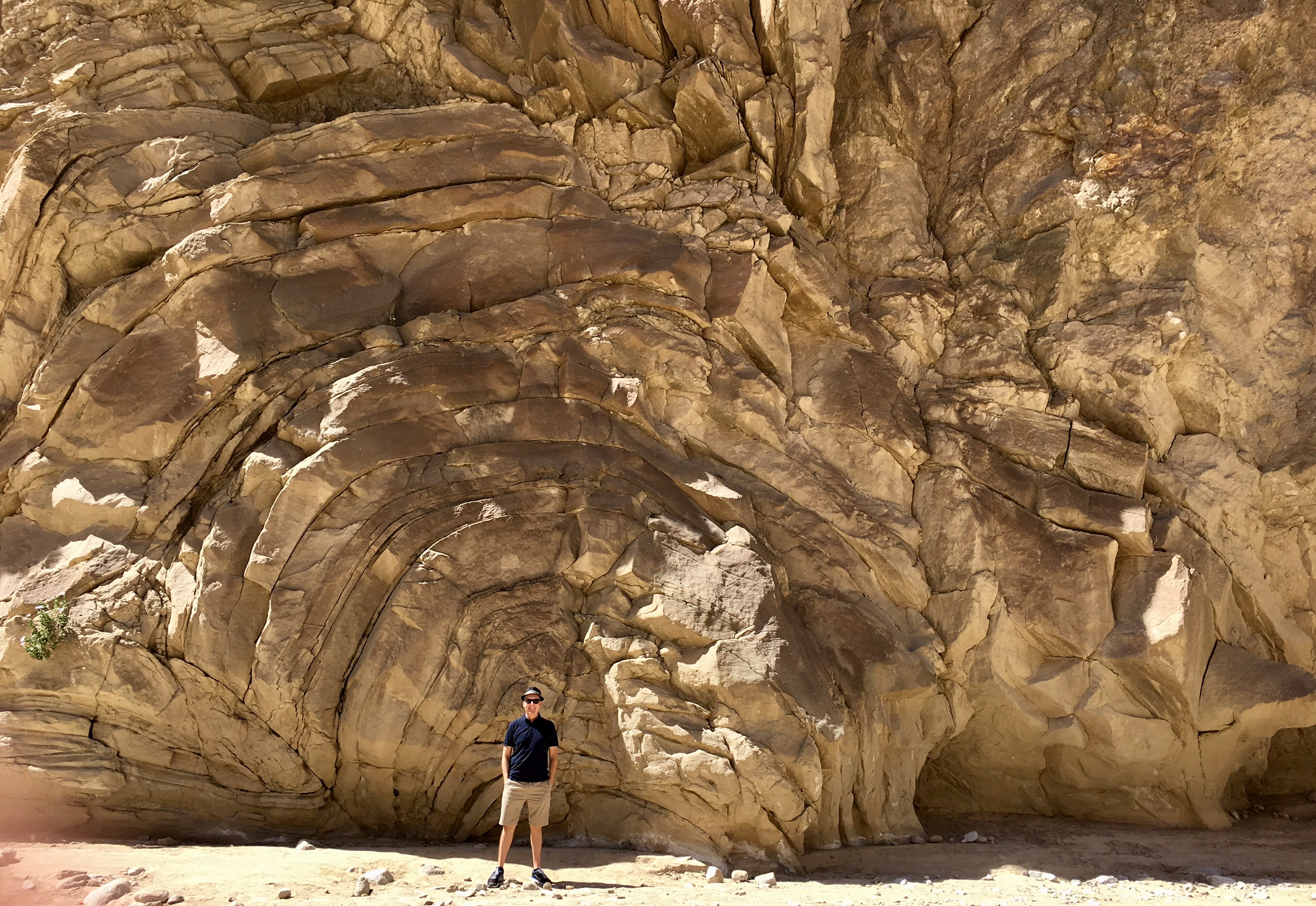
Split Mountain Gorge
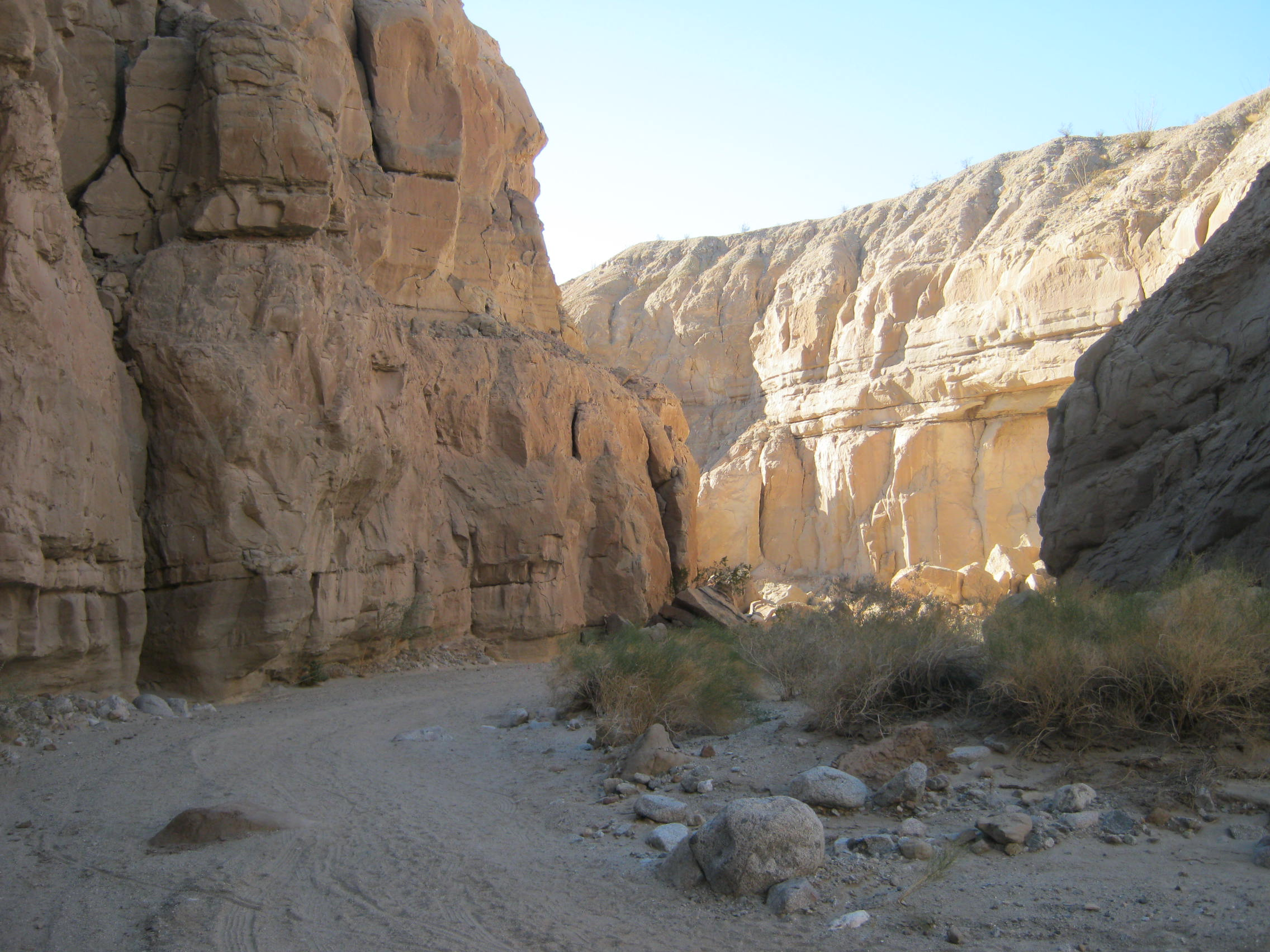
Palm Wash
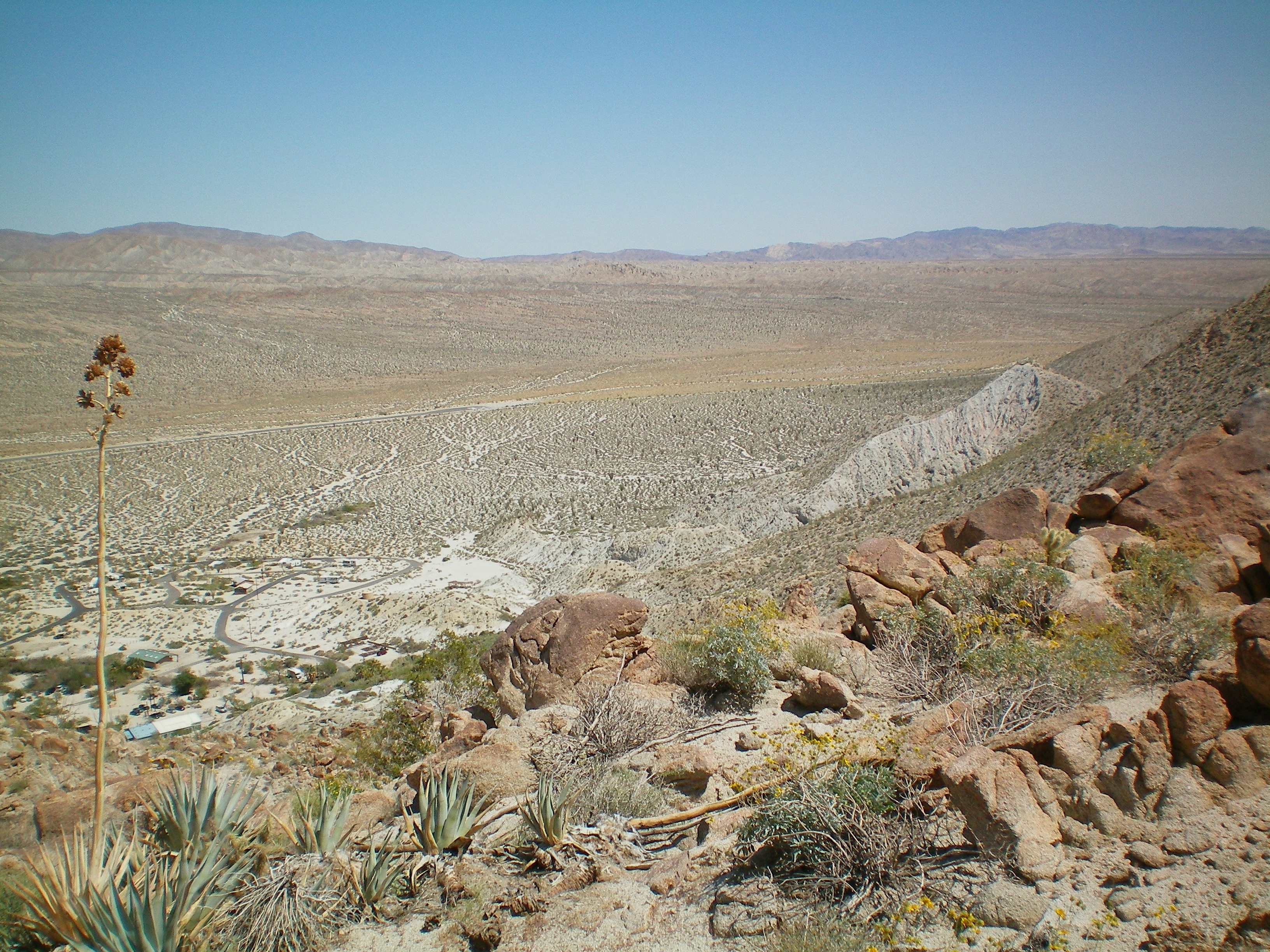
Agua Caliente
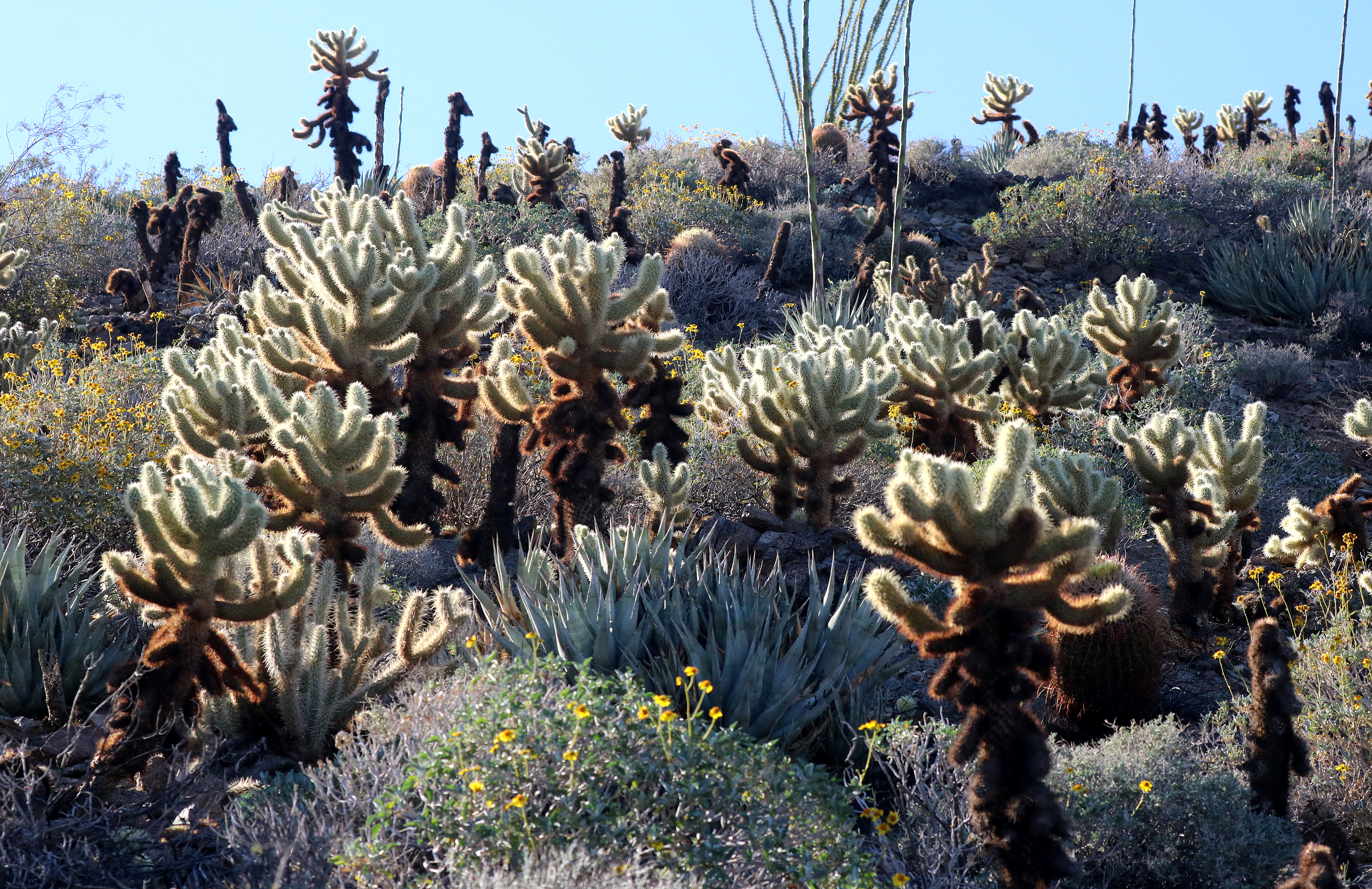
Cactus à Anza Borrego
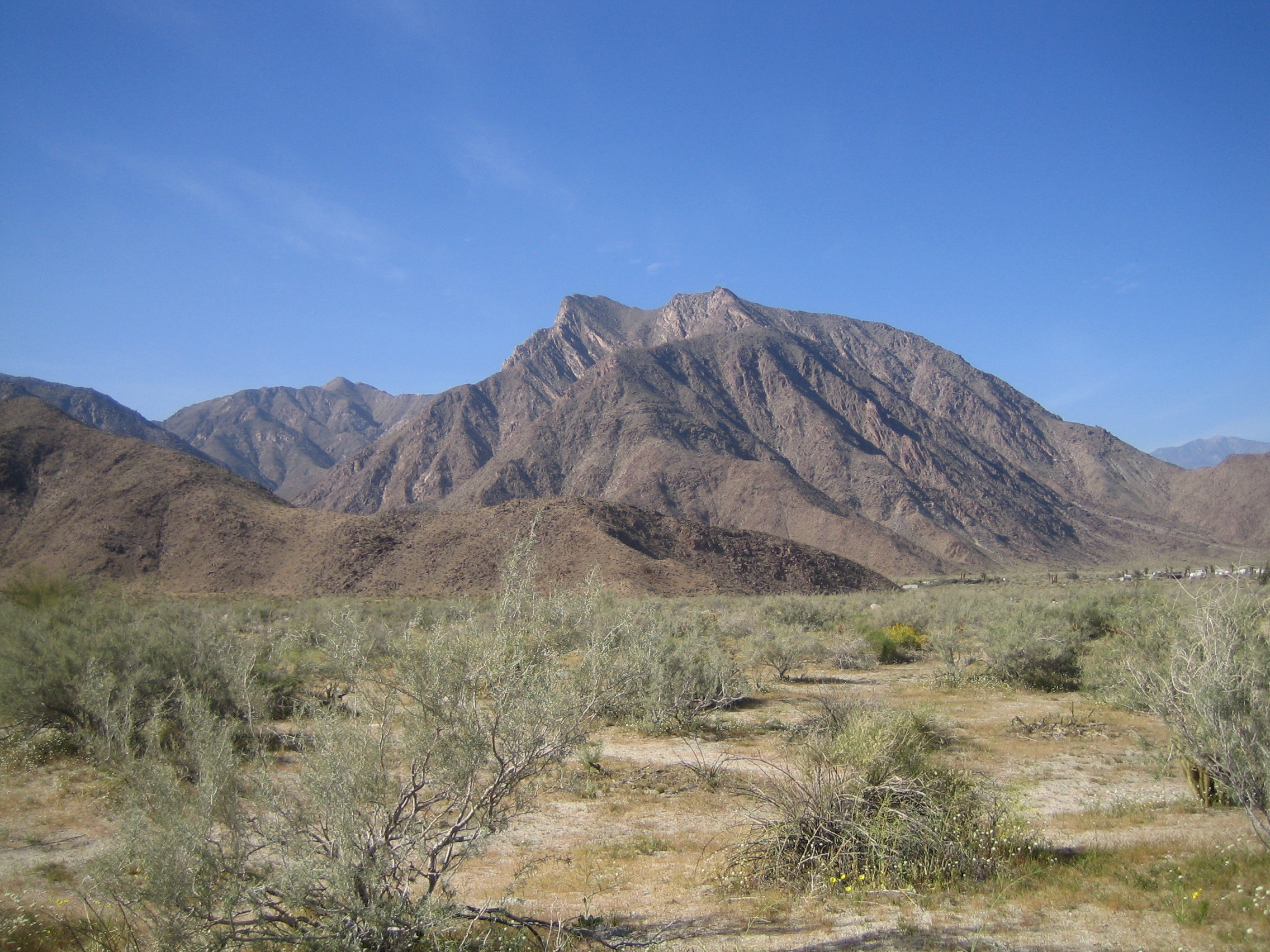
Zone montagneuse aride
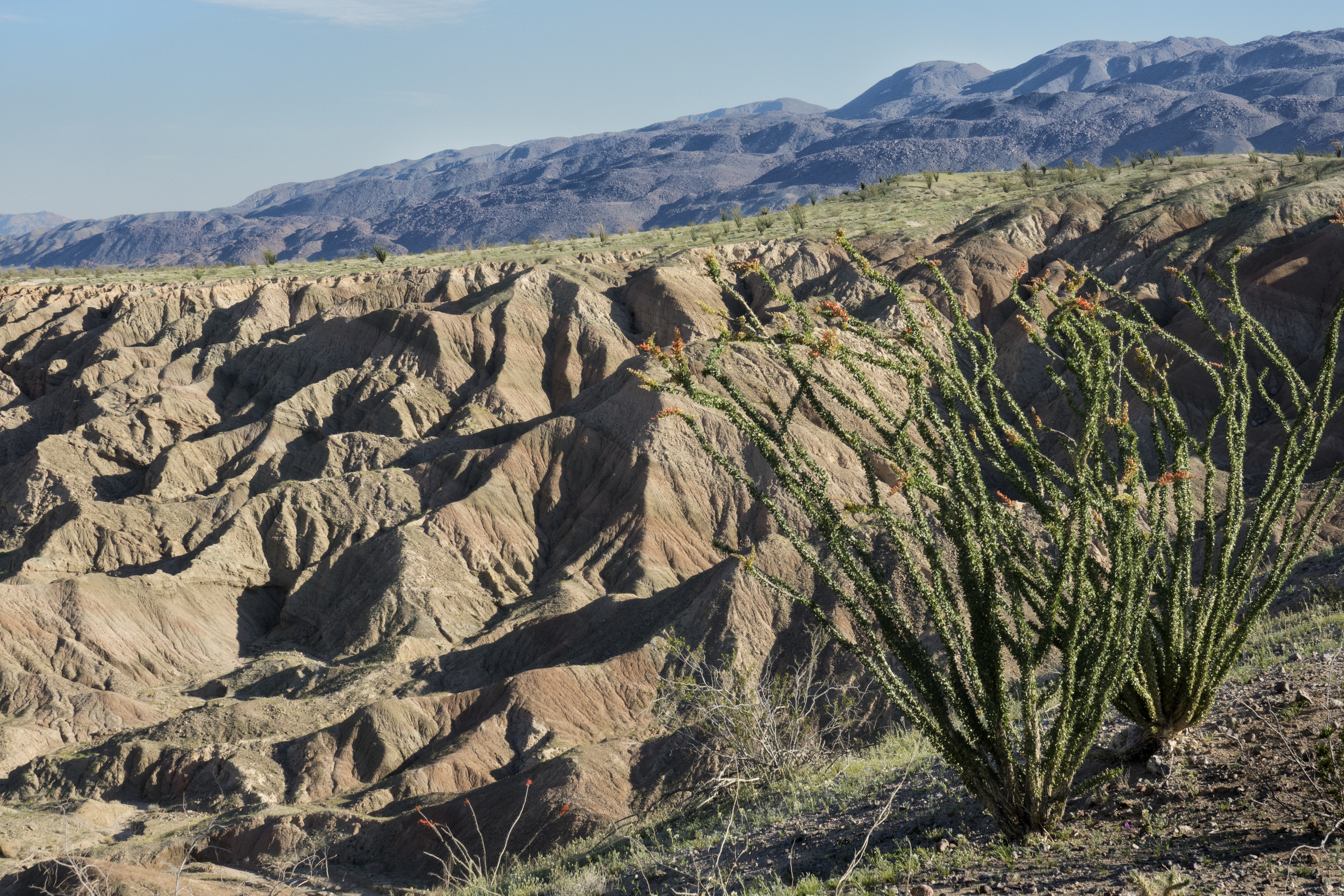
Erosion dans les badlands

## Faune
Malgré l'aridité, les oasis permettent l'existence d'une faune assez diverse. Chez les mammifères, on peut observer le mouflon bighorn, emblème du parc, le puma, le renard nain, le cerf-mulet, le coyote, le blaireau d'Amérique, le lièvre de Californie, le rat-kangourou, l'écureuil terrestre. Parmi les oiseaux on trouve le grand géocoucou, l'aigle doré, le faucon de prairie ou encore la caille. Les reptiles du désert sont l'iguane du désert, le chuckwalla, ou encore le crotale rouge.

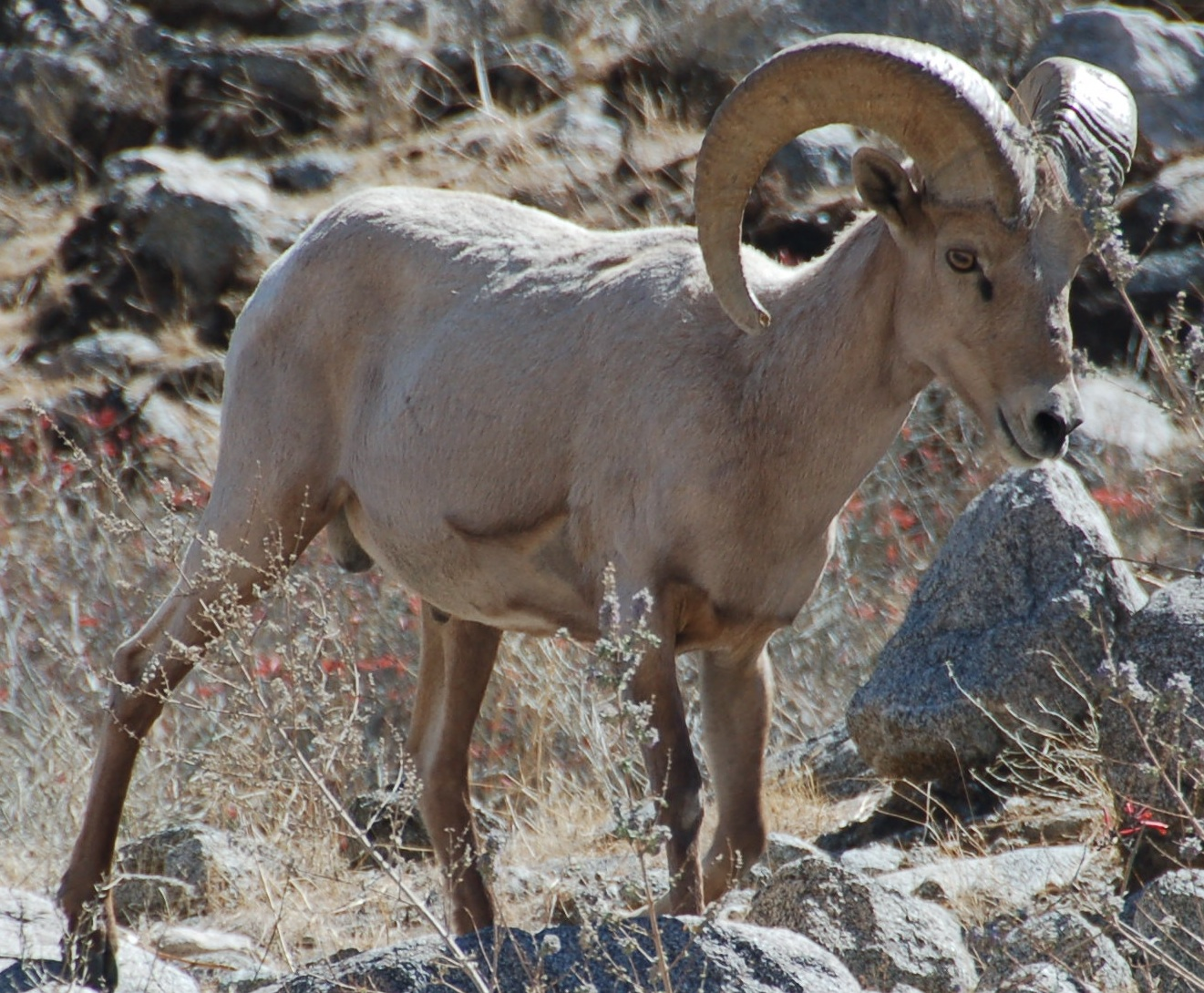
Mouflon bighorn
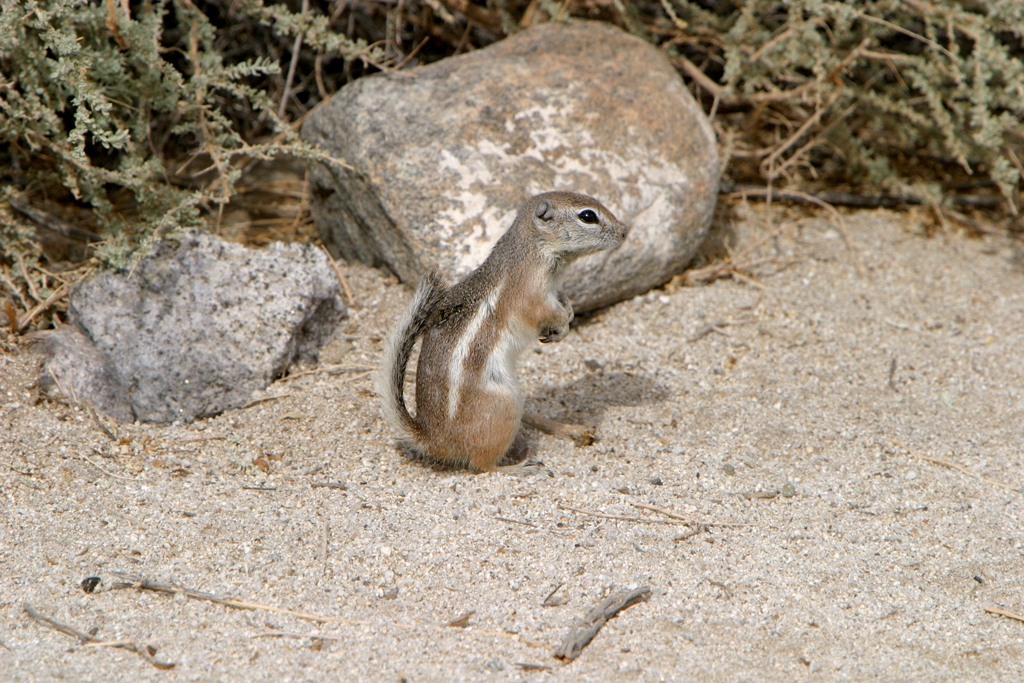
Écureuil terrestre
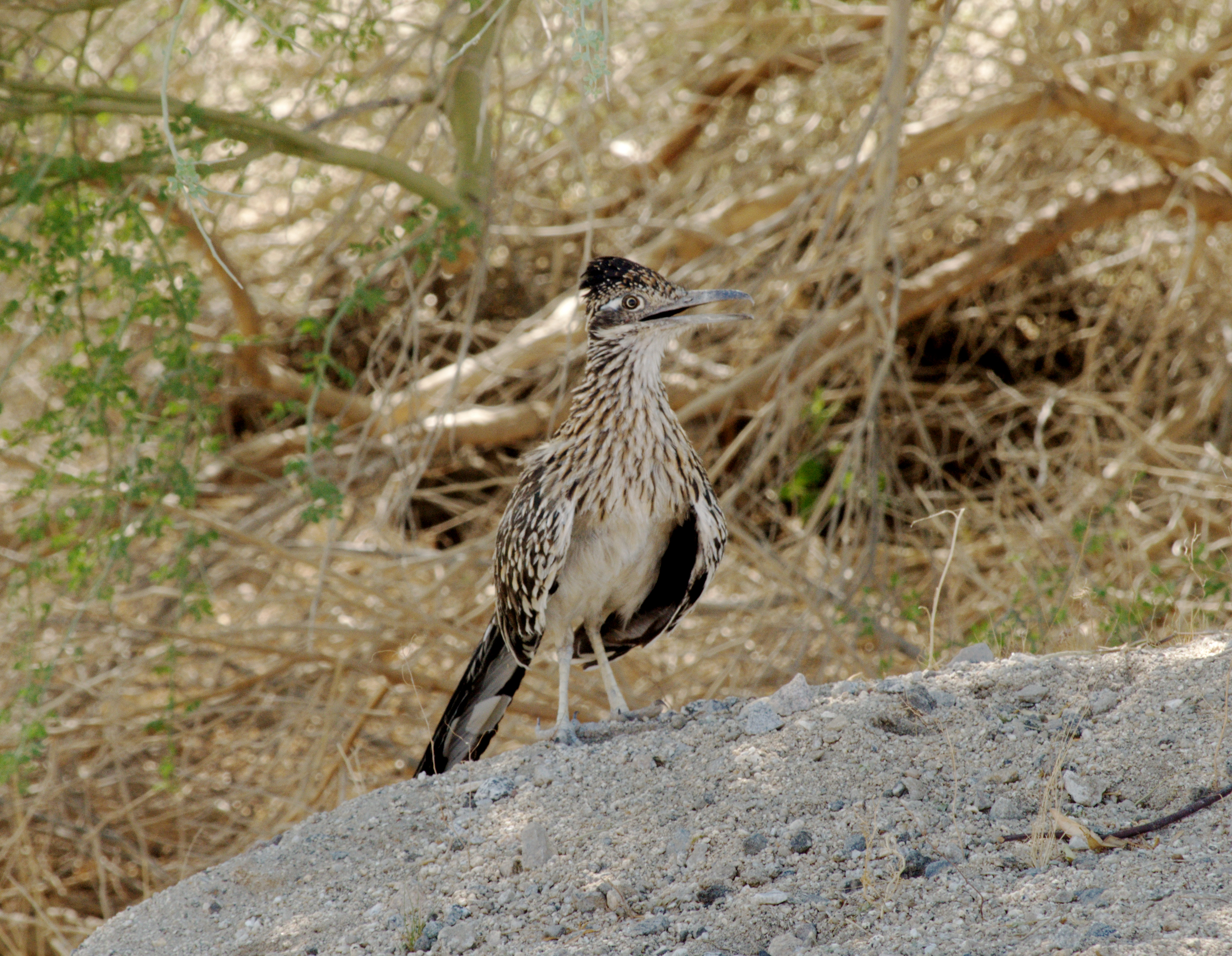
Géocoucou
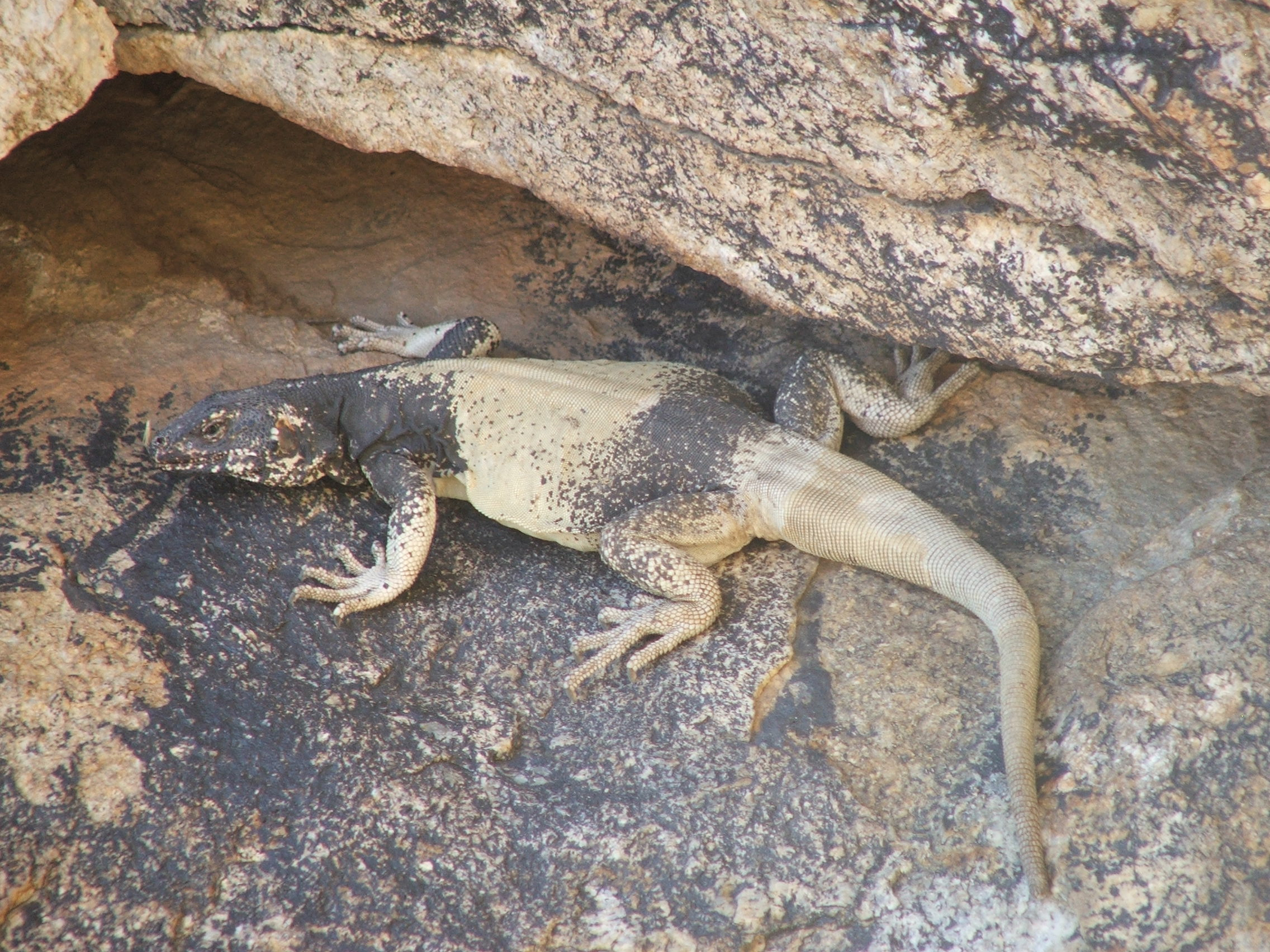
Chuckwalla

## Visites
Le parc compte 800 km de chemins de terre, 12 zones sauvages désignées et 180 km de sentiers de randonnée. Des informations et des cartes du parc sont disponibles dans le centre d’accueil. Un site populaire pour faire de la randonnée près du centre d’accueil est Hellhole Palms, un bosquet de palmiers californiens dans le Hellhole Canyon près de Maidenhair Falls. Le parc offre également des points d’accès au Pacific Crest Trail.
L’observation des étoiles est une autre activité à Anza-Borrego. Le parc a été désigné réserve de ciel étoilé par l’International Dark-Sky Association en 2018.